# Stlengis distoechus
Stlengis distoechus és una espècie de peix pertanyent a la família dels còtids.

## Hàbitat
És un peix marí i batidemersal que viu entre 300 i 450 m de fondària.

## Distribució geogràfica
Es troba al Pacífic nord-occidental: des de la prefectura de Kanagawa fins a la prefectura de Kochi (el Japó).

## Observacions
És inofensiu per als humans.